# Bedřich Grünzweig
Bedřich Grünzweig (3. dubna 1910, Praha – 2009, New York) byl americký fotograf českého původu.

## Život a tvorba
Bedřich Grünzweig se narodil v Praze roku 1910 v rodině vojenského důstojníka Ludvika Grünzweiga. V roce 1912 se rodina přestěhovala do Brna, kde Ludvik Grünzweig pracoval jako vedoucí inženýr v Královopolské strojírně. Bedřich Grünzweig vystudoval v Brně střední školu a roku 1928 odešel studovat do Vídně ekonomii. V letech 1930–1932 studoval opět v Brně na technice. Poté dva roky sloužil v armádě a roku 1934 nastoupil jako vedoucí úředník v cukrovaru v Ratiboři. V roce 1939 odjel tajně se svou ženou Juditou do Spojených států. Jeho rodiče, bratr i babička však doma během války zahynuli v koncentračních táborech.
V New Yorku se Bedřich Grünzweig podílel na vybudování československé expozice na výstavě Expo. V expozici pak dále pracoval během trvání výstavy. Seznámil se zde s Alexandrem Hackenschmiedem, se kterým se spřátelil a který mu umožnil potkat se s dalšími uznávanými osobnostmi. V roce 1940 začal fotografovat New York. Nikdy se však nestal profesionálním fotografem. V letech 1941–1947 pracoval v New Yorku pro Československou informační kancelář a pak až do roku 1974 v OSN, kde se mimo jiné účastnil různých mírových operací a rozvojových programů v bývalých koloniích (např. v Kongu), během kterých rovněž fotografoval. Kromě reportážních snímků vytvořil také řadu dokumentárních portrétů známých osobností (např. Leonard Bernstein, Marcel Marceau, Ravi Shankar). V období let 1974–1994 poradcem ředitele International Center of Photography. Do Československa se poprvé vrátil na návštěvu až roku 1969, později pak znovu v letech 1972, 1983 a 1991. V roce 1998 připravila Jolana Havelková autorovi první (retrospektivní) výstavu v Česku s názvem Poutník s kamerou (Fotogalerie U Řečických v Praze).Výstavy se autor osobně v Praze účastnit nemohl (žil v New Yorku a v té době mu bylo 88 let), ale aktivně na ní spolupracoval s kurátorkou (stejně pak i na publikaci Mezi nebem a zemí).
Bedřich Grünzweig zemřel roku 2009 v New Yorku. Jeho fotografie jsou zastoupeny ve sbírkách různých muzeí a institucí, např. United Nations Photography Archives a New York Museum of Modem Art.

## Výběr z autorových fotografií
- Mezi nebem a zemí (Between Heaven and Earth) – první cena časopisu U.S. Camera v roce 1951.
- Kennedyho letiště (Kennedy Airport) – první cena časopisu Saturday Review v roce 1964.

## Publikace
- GRÜNZWEIG, Bedřich; HAVELKOVÁ, Jolana. Between Heaven and Earth / Mezi nebem a zemí. Praha: Kovalam, 1999. ISBN 80-86222-02-0. (anglicky, česky)